# Lijst van Vlaamse artiesten
Dit is een lijst van Vlaamse artiesten. De lijst is beperkt tot artiesten die op Wikipedia een artikel hebben.

## A
- Marjolein Acke
- Kathleen Aerts
- Alex Agnew
- Yasmine Alves
- Andes
- AnnaGrace
- Arno
- Augustijn

## B
- Ignace Baert
- Emma Bale
- Soetkin Baptist
- Nele Bauwens
- Hannelore Bedert
- Guido Belcanto
- Sam Bettens
- Erik Van Biesen
- Big Bill
- Dirk Blanchart
- Jean Blaute
- Ruben Block
- Ria Bollen
- Nel Bonte
- Emile van Bosch
- Jean Bosco Safari
- Della Bosiers
- Daniël Bracke
- Brahim
- Tina Bride
- Paul Bruna
- Raf Van Brussel
- Buscemi

## C
- Wannes Cappelle
- Chillow
- Stef Kamil Carlens
- Chardy
- Vanessa Chinitor
- Christoff
- Ann Christy
- Jelle Cleymans
- Stan Lee Cole
- Miel Cools
- Vera Coomans
- Raf Coppens
- Tony Corsari
- Han Coucke
- Koen Crucke
- Luka Cruysberghs

## D
- DAAN
- Karen Damen
- Alana Dante
- Danzel
- Jozef De Beenhouwer
- Isaac Delahaye
- Dean
- Kris De Bruyne
- Walter De Buck
- Lotte De Clerck
- Wim De Craene
- Nancy Dee
- Lisa del Bo
- Tijs Delbeke
- Eline De Munck
- Dirk Denoyelle
- Eva De Roovere
- Els de Schepper
- Delv!s
- Pieter-Jan Desmet
- Niels Destadsbader
- Marijn Devalck
- Liesbeth Devos
- Luc De Vos
- Jan De Wilde
- Wim De Wulf
- Barbara Dex
- Marc Dex
- Sean Dhondt
- Camille Dhont
- Frank Dingenen
- Anna Domino

## E
- Tine Embrechts
- Pieter Embrechts
- Bjorn Eriksson
- La Esterella
- Peter Evrard

## F
- Will Ferdy
- Fabian Feyaerts
- Louis Flion
- Jimmy Frey

## G
- Davy Gilles
- Anne Mie Gils
- Sam Gooris
- Rocco Granata
- Ferre Grignard
- Raymond van het Groenewoud

## H
- Hadise
- Joe Harris
- De Held
- Tom Helsen
- Norma Hendy
- Bart Herman
- Margriet Hermans
- Adriaan Van den Hoof
- Bert Huysentruyt

## I
- Ida de Nijs
- Ingeborg
- Isabelle A

## J
- JackoBond
- Jérémie Vrielynck

## K
- Juul Kabas
- Bart Kaëll
- Kamagurka
- Katastroof
- Katerine
- Kim Kay
- Kevin Kayirangwa
- Phil Kevin
- Dani Klein
- Kloot Per W
- Flip Kowlier

## L
- Dany Lademacher
- Lash
- Leblanco
- Jo Leemans
- Leki
- Dr. Lektroluv
- Jo Lemaire
- Günther Lesage
- Peter Lesage
- Gunther Levi
- Jan Leyers
- Frank Vander linden
- Lady Linn
- Lucy Loes
- Helmut Lotti
- Laura Lynn
- Lesley-Ann Poppe

## M
- Mama's Jasje
- Vera Mann
- Micha Marah
- Lize Marke
- Marva
- Hugo Matthysen
- Eric Melaerts
- Silvy Melody
- Linda Mertens
- Theo Mertens
- Stijn Meuris
- Simon Michelena
- Paul Michiels
- Miek en Roel
- Mieke
- Milow
- Mira
- Sammy Moore
- Elsie Moraïs
- Ronny Mosuse
- Metejoor

## N
- Nailpin
- Natalia
- Connie Neefs
- Günther Neefs
- Louis Neefs
- Jef Neve
- Nicole & Hugo

## O
- Tinne Oltmans
- Laura Omloop
- Ozark Henry

## P
- Bart Peeters
- Peggy
- Axl Peleman
- Belle Pérez
- An Pierlé
- Tom Pintens
- David Poltrock
- Bobby Prins
- Jan Puimège

## R
- Laura Ramaekers
- Hugo Raspoet
- Axelle Red
- Tine Reymer
- RIET
- Philippe Robrecht
- Eva de Roovere
- Roxane
- Kate Ryan
- Regi Penxten

## S
- Liliane Saint-Pierre
- Sandrine
- Michael Schack
- Bobbejaan Schoepen
- Lieven Scheire
- Yves Segers
- Salim Seghers
- Andy Sergeant
- Sergio
- Paul Severs
- Sha-Na
- Andy Sierens
- Simon
- Sioen
- Ann Soetaert
- Willy Sommers
- Free Souffriau
- Wim Soutaer
- Emly Starr
- Luc Steeno
- Raf Stevens
- Jasper Steverlinck
- Maksim Stojanac
- Johan Stollz
- De Strangers

## T
- Nathalie Tané
- Ianthe Tavernier
- Amaryllis Temmerman
- John Terra
- Laura Tesoro
- Toots Thielemans
- Pommelien Thijs
- Sabien Tiels
- Gene Thomas
- Ian Thomas
- Olivia Trappeniers
- Truus (zangeres)
- Will Tura
- Tyana (zangeres)

## U
- Udo
- Urbanus

## V
- Jo Vally
- Arne Vanhaecke
- Luc Van Acker
- Raf Van Brussel
- Ian Van Dahl
- Frank Vander linden
- Bea Van der Maat
- Wannes Van de Velde
- Lucienne Van Deyck
- Dirk Van Esbroeck
- Jonas Van Geel
- Micheline Van Hautem
- Joost Van Hyfte
- Peter Vanlaet
- Els Van Laethem
- Bent Van Looy
- Erik Van Neygen
- Danaë Van Oeteren
- Boris Van Severen
- Norbert Van Slambrouck
- Chris Van Tongelen
- Tim Vanhamel
- Zjef Vanuytsel
- Wendy Van Wanten
- Yvonne Verbeeck
- Walter Verdin
- Mathias Vergels
- Augustijn Vermandere
- Willem Vermandere
- Johan Verminnen
- Tim Visterin
- Vitalski
- Jelle van Dael

## W
- Eddy Wally
- Luke Walter jr.
- Elisa Waut
- Koen Wauters
- Steven
- Dana Winner

## Y
- Yasmine
- Yevgueni